# ريتشارد هيرمان
ريتشارد هيرمان (بالإنجليزية: Richard Herman)‏ (31 يوليو 1967 بملبورن في أستراليا - ) هو لاعب كريكت أسترالي. لعب مع فريق فكتوريا للكريكت.

## وصلات خارجية
- ريتشارد هيرمان على موقع إي آس بي آن كريك إنفو (الإنجليزية)